# Cumbitara (ort)
Cumbitara är en ort i Colombia.   Den ligger i departementet Nariño, i den sydvästra delen av landet, 500 km sydväst om huvudstaden Bogotá. Cumbitara ligger 1 738 meter över havet och antalet invånare är 1 091.
Terrängen runt Cumbitara är mycket bergig. Runt Cumbitara är det ganska glesbefolkat, med 38 invånare per kvadratkilometer. Närmaste större samhälle är Providencia, 16,0 km sydost om Cumbitara. Omgivningarna runt Cumbitara är en mosaik av jordbruksmark och naturlig växtlighet.